# Walther Bruun Jensen
Erik Walther Bruun Jensen (født 21. februar 1936, død 19. februar 2008) er en tidligere dansk og atlet som løb for Odense GF (-1960) og Københavns IF (1961-).
Bruun-Jensen satte fynsk rekord med 3.45.9 på 1500 meter i 1959 og opnåede at komme på landsholdet. Han blev udnævnt till "Årets Sportsnavn på Fyn 1959" af Fyens Stiftstidende. Han var uddannet ingeniør og som ansat i F.L. Schmidt var han i flere år udlandsstationeret. Han var formand for Københavns IF 1977-1981.

## Danske mesterskaber
- Guld 1961 1500 meter 3:55.1
- Guld 1960 1500 meter 3:55.6
- Guld 1959 1500 meter 3:51.6
- Guld 1958 800 meter 1:57.5
- Bronze 1958 1500 meter 4:00.3